# Lucy Bacon
Lucy Angeline Bacon (ur. 30 lipca 1857 w Pitcairn, zm. 17 października 1932 w San Francisco) – amerykańska malarka. 
Jej dzieła były bezpośrednio powiązane z francuskim impresjonizmem. Studiowała na Académie Colarossi, pobierając lekcje między innymi u Camille Pissarro. 
W wieku 40 lat zaczęła praktykować chrześcijaństwo naukowe, przez co porzuciła karierę artystyczną.